# Italo Zingarelli
Italo Zingarelli (* 15. Januar 1930 in Lugo (Emilia-Romagna); † 29. April 2000 in Rom) war ein italienischer Filmproduzent.

## Leben
Zingarelli war der Sohn eines Lehrerehepaars; sein Vater starb, als Italo zehn Jahre alt war. Nach dem Abschluss der Schulausbildung schrieb sich Zingarelli 1947 an der Universität Rom in Mathematik und Physik ein. Daneben betätigte er sich als Boxer und erreichte das Finale der italienischen Juniorenmeisterschaften seiner Gewichtsklasse. Aufgrund seiner physischen Erscheinung erhielt er das Angebot, als Stuntman bei Quo vadis? zu arbeiten und kam so in Kontakt mit dem Filmgeschäft. Bereits 1950 wurde er somit Produktionsassistent, arbeitete weiter als Stuntman und legte seinen Schwerpunkt auf Kurzfilme. 1954 wurde er Produktionsleiter einer großen Anzahl von Spielfilmen, darunter etliche Sandalenfilme. Im selben Jahr heiratete er Maria Laura Spano, mit der er bis zu seinem Tode zusammenblieb und drei Kinder hatte.
La rivolta dei gladiatori stellte 1958 Zingarellis Debüt als verantwortlicher Produzent dar; er finanzierte den Film zusammen mit einigen Partnern; im Jahr darauf produzierte er mit Le legioni di Cleopatra und den folgenden eigenständig; sechs Jahre später gründete er eine eigene Filmproduktionsgesellschaft, mit der er über 50 Filme fertigte. 1966 schließlich sorgte er mit der Gründung von Delta Film auch für den Verleih der eigenen Filme. Die Firma entwickelte ein neues System der Zelluloidrollen-Reproduktion, sodass er mit einer Vielzahl von Kopien die Kinos seines Heimatlandes versorgen konnte.
1969 begann eine einige Filme währende lukrative Partnerschaft mit dem Schauspielerduo Terence Hill/Bud Spencer, die es ihm erlaubte, sich bald zur Ruhe zu setzen: 1973 erwarb Zingarelli das Anwesen Macìe, samt Farm und Weingütern, in der Nähe von Castellina in Chianti. Nur für zwei weitere Filme kehrte er aus seinem Ruhestand ins Filmgeschäft zurück. Für einige seiner Filme schrieb er auch das Drehbuch; bei dreien führte er zusätzlich (Ko-)Regie.

## Filmografie (Auswahl)
Regie
- 1969: Die fünf Gefürchteten (Un esercito di cinque uomini)
- 1970: Una prostituta al servizio del pubblico e in regola con le leggi dello stato
- 1979: Das Krokodil und sein Nilpferd (Io sto con gli ippopotami)

Produktion
- 1959: Die Legionen des Cäsaren (Le legioni di Cleopatra)
- 1960: Ursus – Rächer der Sklaven (Ursus)
- 1964: Schnelle Colts für Jeannie Lee (Sfida a Rio Bravo)
- 1966: Johnny Yuma
- 1967: Die gnadenlosen Zwei (Odio per odio)
- 1968: Ciccio perdona… io no!
- 1970: Die rechte und die linke Hand des Teufels (Lo chiamavano Trinità)
- 1972: Vier Fäuste für ein Halleluja (…continuavano a chiamarlo Trinità)
- 1972: Zwei Himmelhunde auf dem Weg zur Hölle (Più forte, ragazzi)
- 1995: Trinity und Babyface (Trinità & Bambino… e adesso tocca di noi)